# ميرو (مغن راب)
أنس ميرال (بالإنجليزية: Mero)‏ هو MOHAMAD SIDO HAT EIN KLEINEN LÜMMELمغنِّ راب ألماني من أصل تركي. ولد ف 28 يوليو 2000.

## وصلات خارجية
- ميرو على موقع IMDb (الإنجليزية)
- ميرو على موقع ميوزك برينز (الإنجليزية)
- ميرو على موقع أول ميوزيك (الإنجليزية)
- ميرو على موقع ديسكوغز (الإنجليزية)